# El Harrouch
El Harrouch là một đô thị thuộc tỉnh Skikda, Algérie. Dân số thời điểm năm 2002 là 41.65 người.